# جويل دريسن
جويل دريسن ولد يوم 26 جويلية 1982و هو لاعب كرة قدم أمريكي سابق. اختاره فريق نيويورك جتس في الجولة السادسة من اتحاد كرة القدم الأمريكية 2005. لعب كرة القدم الجامعية في ولاية كولورادو. لعب دريسن أيضًا لصالح فريق هيوستن تكساس ودنفر برونكو.